# جاضع فاشة (حرض)

تعديل مصدري - تعديل

جاضع فاشة هي إحدى قرى عزلة حرض بمديرية حرض التابعة لمحافظة حجة، بلغ تعداد سكانها 265 نسمة حسب تعداد اليمن لعام 2004.